# Gastel
Pour les articles homonymes, voir Giovanni Gastel, Oud-Gastel et Van Gastel.
Gastel est un village situé dans la commune néerlandaise de Cranendonck, dans la province du Brabant-Septentrional. En 2009, le village comptait 700 habitants.
Le 1er janvier 1821, la commune de Gastel fusionne avec la commune de Soerendonk en Sterksel pour former la nouvelle commune de Soerendonk, Sterksel en Gastel.